# Instytut Muzykologii Uniwersytetu Wrocławskiego
Instytut Muzykologii Uniwersytetu Wrocławskiego – jednostka dydaktyczno-naukowa należąca do struktur Wydziału Nauk Historycznych i Pedagogicznych
Uniwersytetu Wrocławskiego. Obok muzykologii na Uniwersytecie Jagiellońskim, Uniwersytecie Warszawskim, Katolickim Uniwersytecie Lubelskim, Uniwersytecie im. Adama Mickiewicza w Poznaniu jest jedną z pięciu tego typu uniwersyteckich placówek w Polsce, specjalizującą się w badaniach nad historią śląskiej tradycji muzycznej  i audiosfery – historycznej i współczesnej.
Dzieli się na trzy zakłady. Prowadzi działalność dydaktyczną i badawczą związaną z naukami o sztukach pięknych, a w szczególności historią muzyki od średniowiecza do współczesności, historią notacji, krytyką źródeł muzycznych, teorią i systematyką muzyki, analizą dzieła muzycznego, estetyką muzyki, akustyką, metodologią badań muzykologicznych, historią muzykologii, instrumentoznawstwem, etnomuzykologią, antropologią muzyki, socjologią muzyki oraz historia tradycji muzycznych Wrocławia.
Instytut oferuje studia na kierunku muzykologia. Aktualnie w instytucie kształci się około 100 studentów w trybie dziennym, w ramach studiów licencjackich i magisterskich. Kształci również doktorantów w zakresie nauk o sztuce. Instytut wydaje własną serie wydawniczą "Musicologica Wratislaviensia", w której znajdują się prace indywidualne i zbiorowe, poświęcone historii i teorii muzyki oraz etnomuzykologii i antropologii muzycznej, ze szczególnym uwzględnieniem historycznej i współczesnej problematyki śląskiej kultury muzycznej. Dysponuje też wspólną z Instytutem Kulturoznawstwa UWr biblioteką, liczącą blisko 10 tysięcy woluminów zbiorów muzycznych. W jego skład wchodzą trzy duże biblioteki prywatne, ofiarowane Instytutowi Muzykologii przez spadkobierców prof. Józefa Chomińskiego oraz przez prof. Gerharda Crolla, emerytowanego profesora Uniwersytetu w Salzburgu. W 2010 roku biblioteka ta wzbogaciła się o dar prof. Reinholda Brinkmanna, emerytowanego profesora Harvard University. Siedzibą Instytutu jest budynek należący do książąt piastowskich we Wrocławiu, mieszczący się przy ul. Szewskiej 36.

## Historia
Instytut Muzykologii to placówka naukowo-dydaktyczna o bogatych, niemiecko-polskich tradycjach uniwersyteckich, sięgających początków XX wieku. W latach 1910–1915 uniwersyteckie seminarium muzykologiczne było związane z działalnością nowojorczyka prof. Otto Kinkeldeya, który w 1910 habilitował się w Uniwersytecie Wrocławskim i podjął wykłady z historii muzyki. Kierownictwo placówki sprawowali następnie wybitni niemieccy muzykolodzy: prof. Max Schneider (1915–1929) oraz prof. Arnold Schmitz (1929–1939), którego w czasie wojny zastąpił doc. Fritz Feldmann (1939–1941).
W 1945 na nowo utworzonym polskim Uniwersytecie we Wrocławiu zatrudniony został dr Adam Zbigniew Liebhart, jako pierwszy podejmujący trud zorganizowania Zakładu Muzykologii po zniszczeniach wojennych. W 1946 kierownictwo Zakładu Muzykologii na stanowisku zastępcy profesora objął ks. dr hab. Hieronim Feicht. Jednakże już w 1952, na skutek odgórnych decyzji polityczno-personalnych, pomimo protestów środowiska uniwersyteckiego, placówka została zlikwidowana.
W 2003 władze Uniwersytetu Wrocławskiego, po ponad pięćdziesięcioletniej przerwie, podjęły decyzję o reaktywacji kierunku studiów, tworząc Zakład Muzykologii przy Instytucie Kulturoznawstwa. Jego kierownikiem został prof. dr hab. Maciej Gołąb. W 2009 placówka stała się jako Katedra Muzykologii samodzielną jednostką na Wydziale Nauk Historycznych i Pedagogicznych UWr, kształcąc absolwentów na wszystkich rodzajach studiów stacjonarnych. W 2015 roku Katedra została przekształcona w Instytut Muzykologii.
U podstaw programowej idei reaktywowanej placówki leżało założenie, by stanowiła ona nie tylko kontynuację badań regionalnych, lecz odzwierciedlała kilka istotnych trendów współczesnej muzykologii. W pracach dydaktycznych Instytutu wyróżnić można korpus zajęć dydaktycznych nad historią muzyki powszechnej i polskiej od XVI do XXI wieku (także tradycji muzycznych Wrocławia i Dolnego Śląska, od średniowiecza po czasy współczesne). Do wykładanych przedmiotów i możliwych specjalizacji należy antropologia, etnomuzykologia Polski i ta związana z kulturami pozaeuropejskimi. Instytut prowadzi podyplomowe studia nad współczesną audiosferą w kontekście badań kulturoznawczych i socjologiczno-muzycznych.

## Struktura organizacyjna i skład osobowy
Dyrektor i Przewodniczący Rady Instytutu: prof. dr hab. Remigiusz Pośpiech
Z-ca Dyrektora Instytutu ds. dydaktycznych: dr Sławomir Wieczorek
Zakład Muzykologii Historycznej (kier.: p.o. dr Grzegorz Joachimiak)
dr Agnieszka Drożdżewska – adiunkt
dr Wojciech Odoj – adiunkt
prof. dr hab. Remigiusz Pośpiech – profesor
Zakład Muzykologii Systematycznej (kier.: prof. dr hab. Zbigniew Przerembski)
prof. dr hab. Maciej Gołąb – professor emeritus
dr Ryszard Lubieniecki
dr  hab. Joanna Miklaszewska – adiunkt
dr hab. Bogusław Raba–  adiunkt
Zakład Antropologii Muzycznej (kier.: prof. dr hab. Bożena Muszkalska)
dr Robert Losiak – adiunkt
dr Wioleta Muras – adiunkt
dr Sławomir Wieczorek – adiunkt

## Badania i dydaktyka akademicka
Prowadzone w Instytucie badania charakteryzuje znaczna różnorodność tematyki. Są to zarówno badania nad historią muzyki, polskiej i powszechnej (szczególnie nowożytnej), jak i studia nad tradycjami muzyki ludowej oraz współczesnymi aspektami kultury muzycznej, profesjonalnej i popularnej. Do stałych obszarów badań statutowych należy historia śląskiej kultury muzycznej. Jako jedyny w Polsce oferuje w programie studiów wykład monograficzny poświęcony Fryderykowi Chopinowi oraz międzynarodowe chopinologiczne seminarium dla doktorantów. Instytut rozwija współpracę zarówno z ośrodkami krajowymi (szczególnie z Instytutem Muzykologii UAM w Poznaniu) oraz zagranicznymi (instytucjami muzykologicznymi na uniwersytetach w Berlinie, Pradze, Wiedniu, Lipsku, Dreźnie, Ołomuńcu i we Lwowie). Od 2005 roku Instytut wydaje w Wydawnictwie Uniwersytetu Wrocławskiego serię publikacji muzykologicznych pt. Musicologica Wratislaviensia, a w wydawnictwie Peter Lang Verlagsgruppe we Frankfurcie n/M – serię Eastern European Studies in Musicology.